# Centaurea debeauxii
Centaurea debeauxii là một loài thực vật có hoa trong họ Cúc. Loài này được Godr. & Gren. mô tả khoa học đầu tiên năm 1850.